# Івахнянська сільська рада
Івахня́нська сільська́ ра́да — адміністративно-територіальна одиниця та орган місцевого самоврядування в Монастирищенському районі Черкаської області. Адміністративний центр — село Івахни.

## Загальні відомості
- Населення ради: 1 349 осіб (станом на 2001 рік)

## Історія
Черкаська обласна рада рішенням від 24 червня 2011 року в Монастирищенському районі перейменувала Івахнівську сільську раду на Івахнянську.

## Населені пункти
Сільській раді були підпорядковані населені пункти:
- с. Івахни

## Склад ради
Рада складалася з 16 депутатів та голови.
- Голова ради: Середюк Лідія Миколаївна

### Депутати
За результатами місцевих виборів 2010 року депутатами ради стали:

#### За суб'єктами висування
| Суб'єкт висування               | Кількість обраних депутатів | %    |
| ------------------------------- | --------------------------- | ---- |
| Партія регіонів                 | 10                          | 62,5 |
| Політична партія «Наша Україна» | 4                           | 25   |
| Комуністична партія України     | 1                           | 6,3  |
| Самовисування                   | 1                           | 6,3  |

#### За округами
| № округу                        | Прізвище, ім'я, по батькові       | Дата визнання обраним | Освіта             | Партійна приналежність                | Відомості про обраного депутата                                      |
| ------------------------------- | --------------------------------- | --------------------- | ------------------ | ------------------------------------- | -------------------------------------------------------------------- |
| Комуністична партія України     |                                   |                       |                    |                                       |                                                                      |
| 2                               | Кибалюк Петро Григорович          | 04.11.2010            | середня            | член Комуністичної партії України     | пенсіонер                                                            |
| Партія регіонів                 |                                   |                       |                    |                                       |                                                                      |
| 6                               | Луценко Тетяна Василівна          | 04.11.2010            | середня спеціальна | член Партії регіонів                  | Сільськарадас. Івахни, бухгалтерс/р                                  |
| 8                               | Луценко Катерина Іванівна         | 04.11.2010            | середня спеціальна | член Партії регіонів                  | фельдшерсько-акушерський пункт с. Івахни, зав. ФАП                   |
| 9                               | Василенко Володимир Володимирович | 04.11.2010            | середня            | член Партії регіонів                  | с. Івахни, підприємець                                               |
| 10                              | Мельник Лариса Олександрівна      | 04.11.2010            | вища               | член Партії регіонів                  | загальноосвітня школа I-III ст. с. Івахни, директор                  |
| 11                              | Луценко Валентина Олексіївна      | 04.11.2010            | середня            | член Партії регіонів                  | Цибулів.цукровийзавод, різноробоча                                   |
| 12                              | Іванов Олег Веніамінович          | 04.11.2010            | вища               | член Партії регіонів                  | загальноосвітня школа I-III ст. с. Івахни, заступник директор        |
| 13                              | Базелюк Віра Миколаївна           | 04.11.2010            | середня            | член Партії регіонів                  | тимчасово не працює                                                  |
| 14                              | Сліпенко Оксана Миколаївна        | 04.11.2010            | вища               | член Партії регіонів                  | приватне підприємство, бухгалтер                                     |
| 15                              | Горбань Людмила Вікторівна        | 04.11.2010            | вища               | член Партії регіонів                  | загальноосвітня школа I-III ст. с. Івахни, вчитель фізики            |
| 16                              | Нечай Тетяна Василівна            | 04.11.2010            | середня            | член Партії регіонів                  | пенсіонер                                                            |
| Політична партія «Наша Україна» |                                   |                       |                    |                                       |                                                                      |
| 3                               | Гринчук Ольга Володимирівна       | 04.11.2010            | середня спеціальна | член Політичної партії «Наша Україна» | Дит.садокс. Івахни, зав.дит.садком                                   |
| 4                               | Кесар Валентина Євгеніївна        | 04.11.2010            | середня спеціальна | член Політичної партії «Наша Україна» | загальноосвітня школа I-III ст. с. Івахни, вчитель початкових класів |
| 5                               | Микитюк Раїса Павлівна            | 04.11.2010            | вища               | член Політичної партії «Наша Україна» | загальноосвітня школа I-III ст. с. Івахни, вчитель англійської мови  |
| 7                               | Плакуща Катерина Петрівна         | 04.11.2010            | середня спеціальна | член Політичної партії «Наша Україна» | с. Івахни, підприємець                                               |
| Самовисування                   |                                   |                       |                    |                                       |                                                                      |
| 1                               | Курій Раїса Максимівна            | 04.11.2010            | середня спеціальна | член Партії регіонів                  | Сільськарадас. Івахни, секретарс/р                                   |

## Природно-заповідний фонд
На землях сільради розташовано гідрологічний заказник місцевого значення Цибулівський.